# Homalium alnifolium
Homalium alnifolium är en videväxtart som beskrevs av F. Müll.. Homalium alnifolium ingår i släktet Homalium och familjen videväxter. Inga underarter finns listade i Catalogue of Life.